# Mitsubishi Urawa Football Club 1995
Questa voce raccoglie le informazioni riguardanti il Mitsubishi Urawa Football Club nelle competizioni ufficiali della stagione 1995.

## Stagione
L'arrivo di Holger Osieck alla guida tecnica della squadra coincise anche con un radicale sfoltimento dell'organico e una campagna acquisti in tono minore: nonostante ciò il tecnico tedesco, affidando la difesa a Buchwald e Bein e l'attacco alla coppia Fukuda-Okano, ottenne un sensibile miglioramento delle prestazioni della squadra, che nella prima fase della J. League arrivò a sfiorare il primo posto, valido per la partecipazione in finale. Un calo di rendimento nella seconda fase portò la squadra verso il quarto posto nella classifica complessiva del torneo. In Coppa dell'Imperatore la squadra giunse sino ai quarti di finale, dove fu eliminata ai tempi supplementari dal Gamba Osaka.

## Maglie e sponsor
Le divise, prodotte dalla Mizuno, presentano un motivo a raggiera bianco su sfondo rosso. Lo sponsor ufficiale è Mirage, ma talvolta compare sulla parte anteriore della maglia un'iscrizione del nome della società.
| Manica sinistra · Maglietta · Manica destra · Pantaloncini · Calzettoni | Manica sinistra · Maglietta · Manica destra · Pantaloncini · Calzettoni |  |

## Rosa
| N. |                          | Ruolo | Calciatore         |
| -- | ------------------------ | ----- | ------------------ |
| -  | Giappone (bandiera)      | P     | Masahiro Ota       |
| -  | Giappone (bandiera)      | P     | Yūki Takita        |
| -  | Giappone (bandiera)      | P     | Hiroki Aratani     |
| -  | Giappone (bandiera)      | P     | Hisashi Tsuchida   |
| -  | Giappone (bandiera)      | D     | Yukinori Muramatsu |
| -  | Giappone (bandiera)      | D     | Kiyonobu Okajima   |
| -  | Giappone (bandiera)      | D     | Masanaga Kageyama  |
| -  | Giappone (bandiera)      | D     | Yoshinori Taguchi  |
| -  | Corea del Sud (bandiera) | D     | Cho Ki-je          |
| -  | Giappone (bandiera)      | D     | Naohiko Noro       |
| -  | Giappone (bandiera)      | D     | Ken Iwase          |
| -  | Germania (bandiera)      | D     | Guido Buchwald     |
| -  | Giappone (bandiera)      | D     | Yuta Nakazawa      |
| -  | Giappone (bandiera)      | D     | Takeshi Nakashima  |
| -  | Giappone (bandiera)      | D     | Futoshi Ikeda      |
| -  | Giappone (bandiera)      | D     | Tsutomu Nishino    |
| -  | Giappone (bandiera)      | C     | Osamu Hirose       |
| -  | Giappone (bandiera)      | C     | Satoru Mochizuki   |
| -  | Germania (bandiera)      | C     | Uwe Bein           |

| N. |                          | Ruolo | Calciatore         |
| -- | ------------------------ | ----- | ------------------ |
| -  | Giappone (bandiera)      | C     | Hideto Sato        |
| -  | Giappone (bandiera)      | C     | Naoto Sakurai      |
| -  | Giappone (bandiera)      | C     | Nobuhisa Yamada    |
| -  | Giappone (bandiera)      | C     | Masaki Tsuchihashi |
| -  | Giappone (bandiera)      | C     | Yasushi Fukunaga   |
| -  | Germania (bandiera)      | C     | Michael Rummenigge |
| -  | Giappone (bandiera)      | C     | Takafumi Hori      |
| -  | Giappone (bandiera)      | C     | Edwin Uehara       |
| -  | Giappone (bandiera)      | C     | Fujio Yamamoto     |
| -  | Giappone (bandiera)      | A     | Masahiro Fukuda    |
| -  | Giappone (bandiera)      | A     | Takeshi Mizuuchi   |
| -  | Giappone (bandiera)      | A     | Shinichi Kawano    |
| -  | Giappone (bandiera)      | A     | Nobuyasu Ikeda     |
| -  | Giappone (bandiera)      | A     | Yoshiaki Satō      |
| -  | Giappone (bandiera)      | A     | Kōichi Sugiyama    |
| -  | Giappone (bandiera)      | A     | Masayuki Okano     |
| -  | Giappone (bandiera)      | A     | Yuichi Sonoda      |
| -  | Corea del Sud (bandiera) | A     | Kwak Kyung-Keun    |
| -  | Brasile (bandiera)       | A     | Toninho            |

## Statistiche

### Statistiche di squadra
| Competizione          | Punti | Totale | Totale | Totale | Totale | Totale | DR  |
| Competizione          | Punti | G      | V      | P      | Gf     | Gs     | DR  |
| --------------------- | ----- | ------ | ------ | ------ | ------ | ------ | --- |
| J. League             | 90    | 52     | 29     | 23     | 85     | 72     | +13 |
| Coppa dell'Imperatore | -     | 3      | 2      | 1      | 4      | 2      | +2  |
| Totale                |       | 55     | 31     | 24     | 89     | 74     | +15 |